# دفن

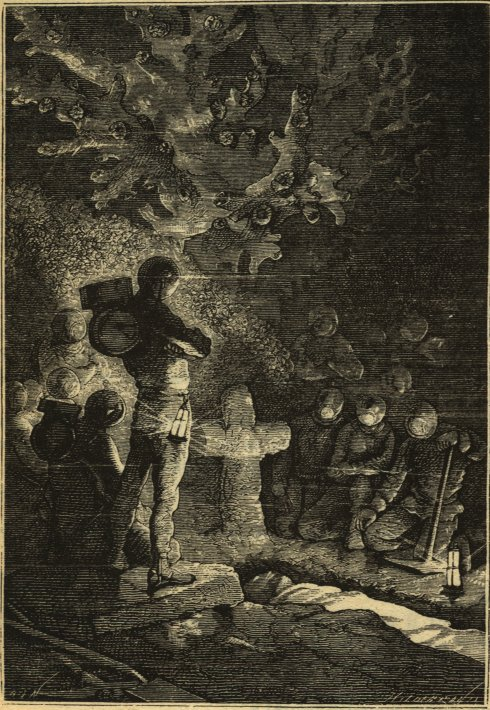
جنازة تحت الماء في «عشرون ألف فرسخ تحت الماء» من النسخ التي تحتوي على رسومات لألفونس دي نويفل (Alphonse de Neuville) وإدوارد ريو.

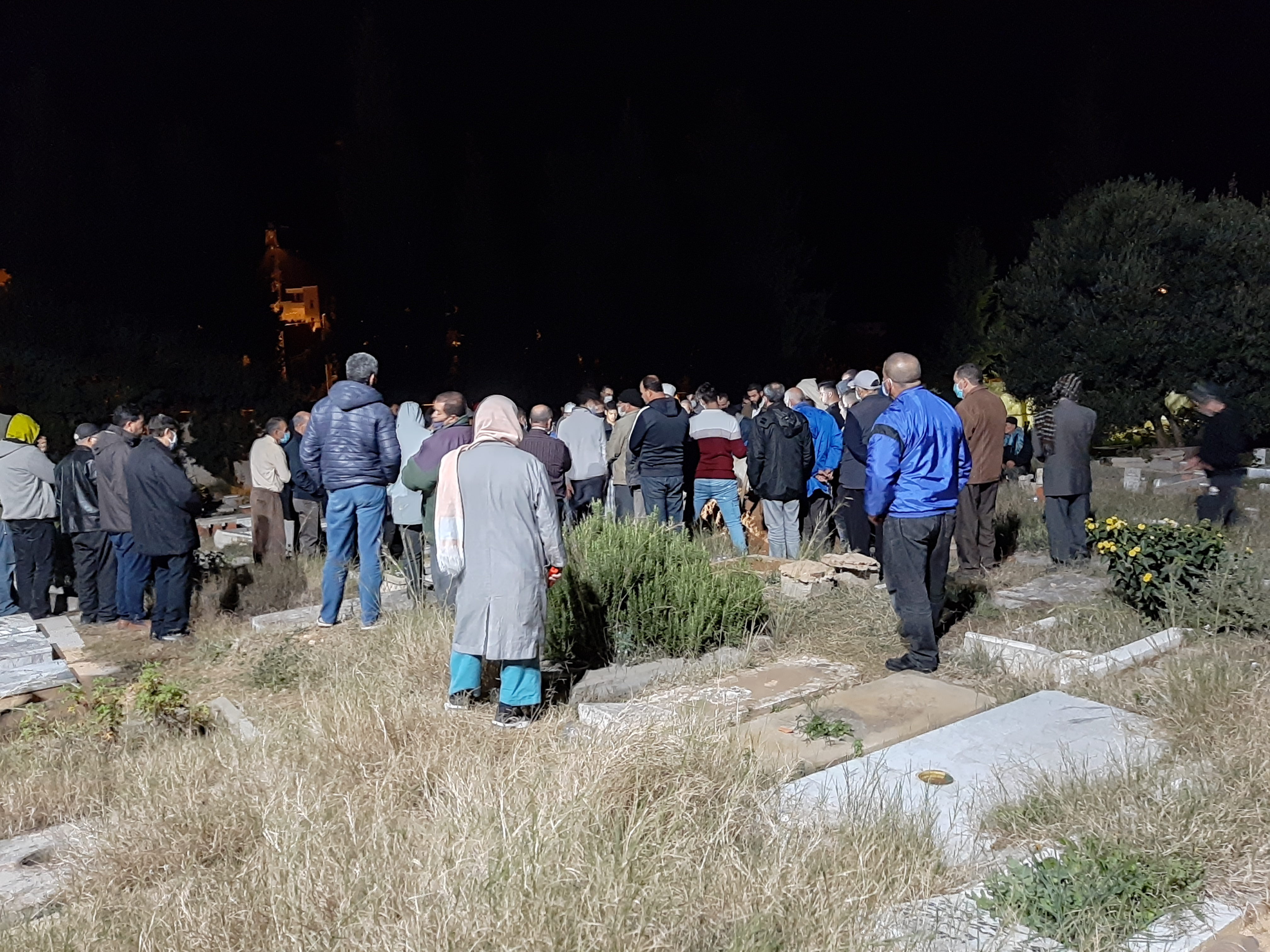
مراسم الدفن في تونس

الدفن هو عمل شعائري يتم فيه وضع إنسان متوفى أو حيوان أو أشياء في الأرض. ويتم ذلك عن طريق حفر حفرة أو خندق ووضع الميت أو الأشياء فيه ومواراتها.

## لمحة تاريخية

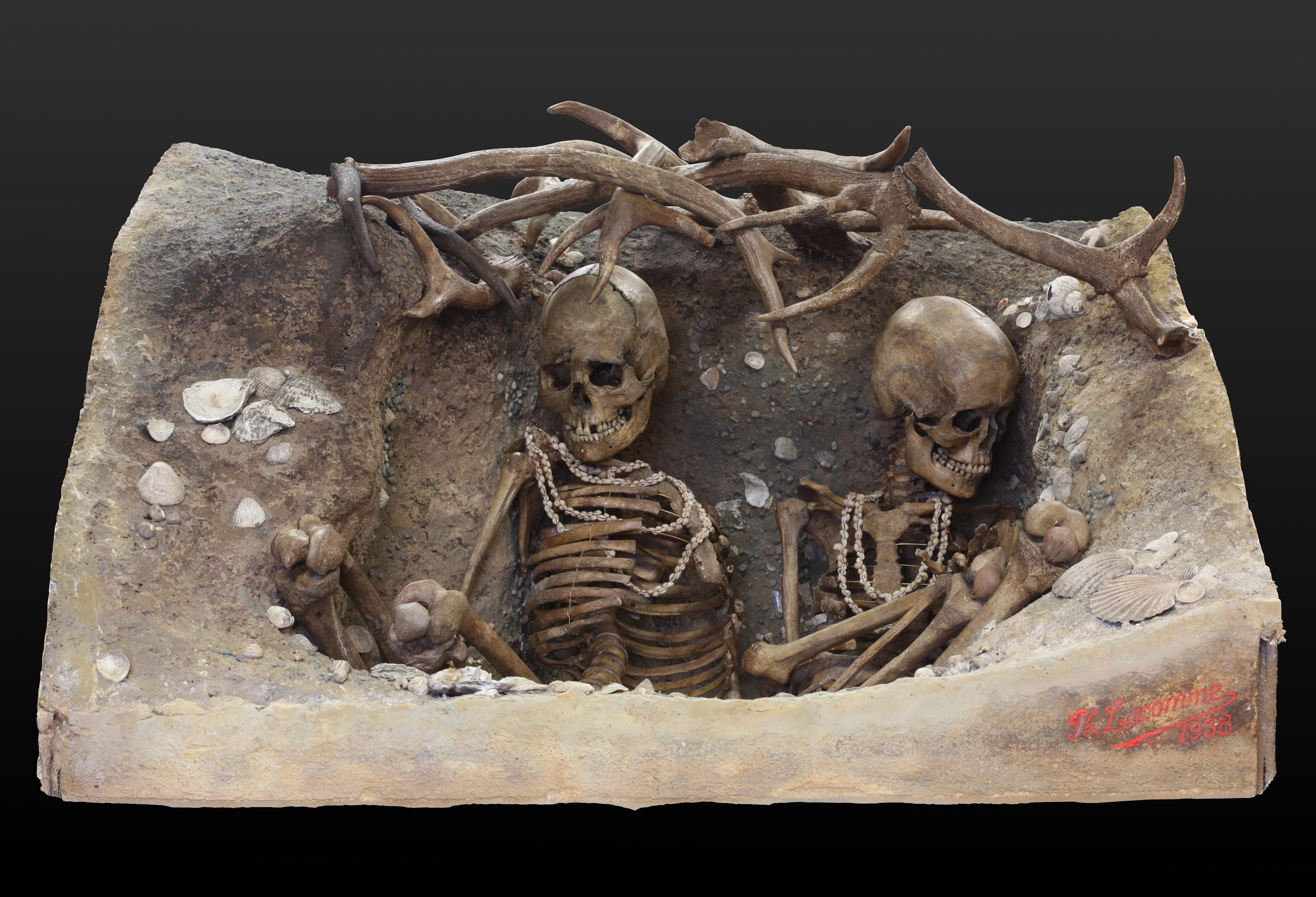
مقبرة لامرأتين، بريتاني

قد يكون الدفن العالمي، خاصة مع الممتلكات الثمينة، أحد أشكال ممارسة الشعائر الدينية الأقدم حيث إنه قد يكون مؤشرًا على «قلق الميت الذي يسمو على الحياة اليومية»، حسبما يقترح فيليب ليبرمان (Philip Lieberman)." على الرغم من الجدل القائم، اقترحت أحد الأدلة أن هولندا كانت أول الأجناس البشرية التي تدفن الموتى عن قصد، وقد نفذوا ذلك في مقابر ضحلة مزودة بأدوات حجرية وعظام الحيوانات. تشمل المناطق الاستثنائية شاندر (Shanidar) في العراق وكهف كيبارا (Kebara Cave) في فلسطين المحتلة وكرابينا (Krapina) في كرواتيا. إضافة إلى ذلك، يزعم بعض الباحثين وجود احتمالية التخلص من تلك الجثث لأسباب علمانية.
يرجع تاريخ الدفن لدى البشر غير المختلف عليه حتى الآن إلى ما يقرب من 130000 عام. لا تزال الهياكل البشرية ملطخة بـالمغرة الحمراء التي تم اكتشافها في كهف سكول (Skhul) في قافزيه (Qafzeh)، إسرائيل. ولا تزال هناك مجموعة مختلفة من أمتعة المقبرة في الموقع، من بينها الفك الأسفل للخنزير البري في أحد أزرعة الهياكل العظمية.
يُشار إلى المقابر التي ترجع لعصر ما قبل التاريخ بالمصطلح الأكثر حيادًا ميدان القبر. فهي أحد المصادر الرئيسية للمعلومات عن ثقافات ما قبل التاريخ، وقد تم التعرف على الثقافات الأثرية العديدة عن طريق تقاليد الدفن مثل ثقافة يونيفايد (Urnfield culture) التابعة للعصر البرونزي الأوروبي.

## أسباب الدفن البشري

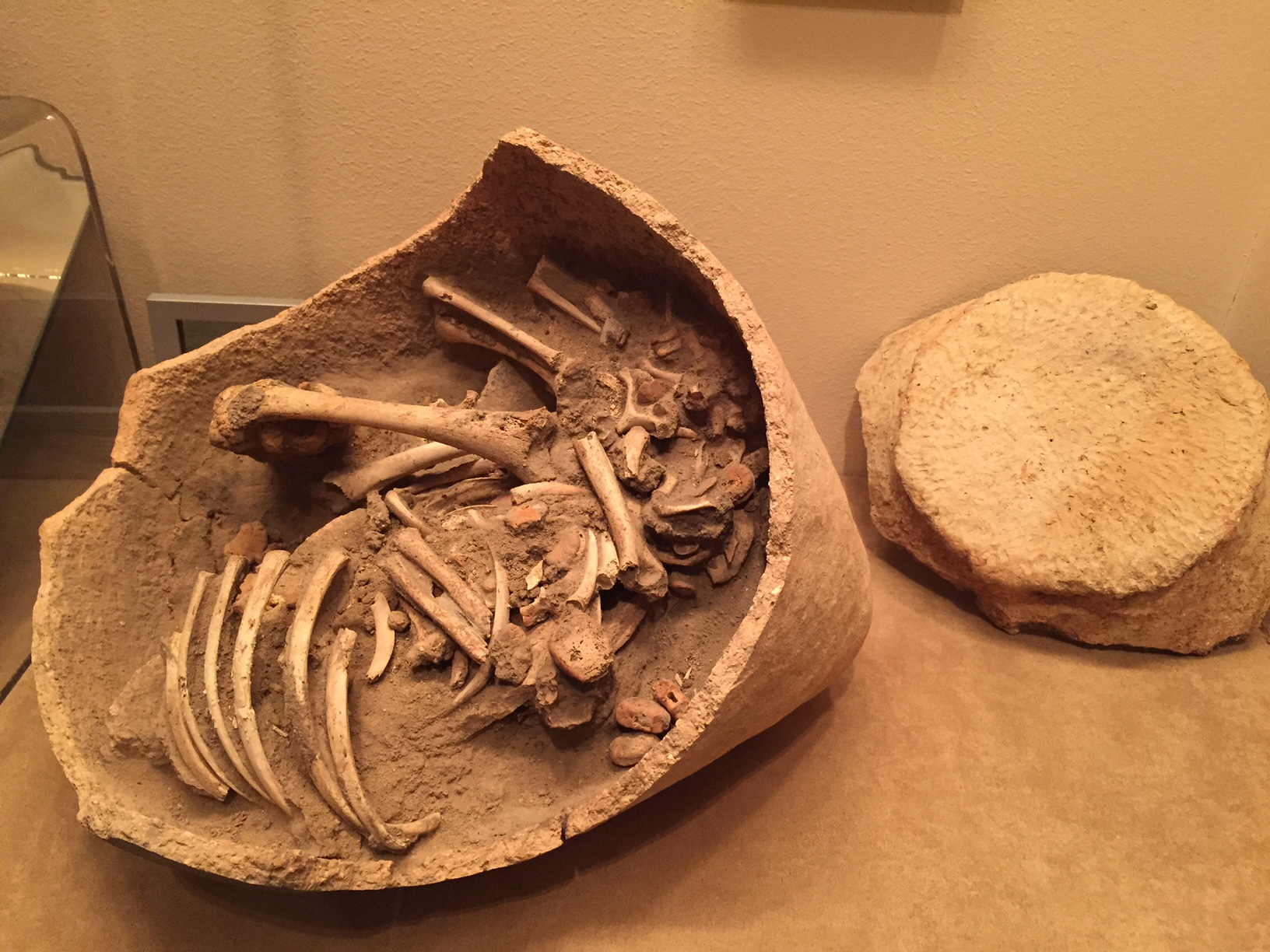
رضيع مدفون في جرة من العصر النحاسي

بعد الموت، سيتعفن الجسد. وليس من الضروري أن يكون الدفن أحد متطلبات الصحة العمومية. على النقيض من الرأي المتعارف عليه، تذكر منظمة الصحة العالمية أن الجثث هي الشيء الوحيد الذي يحمل المرض المعدي لذا يجب الإسراع في الدفن.
تعد ممارسات الدفن البشري مظهرًا من مظاهر الرغبة في إظهار «الاحترام للموتى» ومنع احتمالات ظهور أشباح الجثث المتحركة التي تمثل ضررًا لمن هم على قيد الحياة. تختلف طريقة الثقافات في إظهار الاحترام.
ومن بين تلك الأسباب:
- احترام رفات الجسد. إذا ما تركت الجثة على ظهر الأرض، فإن كائنات القمامة قد تأكلها، مما يعد أحد مظاهر عدم احترام الميت في عديد من الثقافات (وليس في جميعها). في التبت، تعيد طقوس الدفن السماوية بقايا الجثة لدائرة الحياة ويعتبرونها بمثابة «طعام» وهو أحد المبادئ الأساسية لبعض الممارسات البوذية.
- يمكن النظر للدفن على أنه محاولة لتوضيح الحاجة للعزلة لأسرة الميت وأصدقائه. يزعم علماء النفس في بعض الأوساط اليهودية المسيحية الغربية، وصناعة الجنائز في الولايات المتحدة، أن دفن الجثة على مرأى من الجميع يساعد في تخفيف فقدان الأحبة.
- تؤمن العديد من الثقافات بـالحياة الآخرة. ويُعتقد في بعض الأحيان أن الدفن أحد الخطوات المهمة لأي فرد للوصول للحياة الآخرة.
- تصف العديد من الأديان الطرق الخاصة للحياة، التي تشمل العادات المرتبطة بمواراة جسد الميت.
- تنبعث الروائح الكريهة من الجثث المتحللة لأسباب ترجع للتحلل. وعلى هذا النحو، يُنظر للدفن كوسيلة لمنع الروائح من الانتشار بدرجة كبيرة في الهواء الطلق.

## وصلات خارجية
- فيديو يُظهر نبش جنود ألمان مفقودين من قبر جماعي كانوا قد قتلوا عام 1944